# Voetbalelftal van Bosnië en Herzegovina in 1999
Het Bosnisch voetbalelftal speelde in totaal negen officiële interlands in het jaar 1999, waaronder zes wedstrijden in de kwalificatiereeks voor de EK-eindronde 2000 in België en Nederland. Bosnië en Herzegovina eindigde als vierde in groep 9 en wist zich daardoor niet te plaatsen voor het hoofdtoernooi.
De ploeg stond bij het begin van het jaar onder leiding van bondscoach Džemaludin Mušović, maar hij moest het veld ruimen na de 2-1 nederlaag in de oefeninterland tegen Malta op 27 januari. Hij werd opgevolgd door oud-international Faruk Hadžibegić. Op de in 1993 geïntroduceerde FIFA-wereldranglijst steeg Bosnië in 1999 van de 97ste (januari 1999) naar de 75ste plaats (december 1999).

## Balans
| Wedstrijden | Wedstrijden | Wedstrijden | Wedstrijden | Doelpunten | Doelpunten | Doelpunten | Punten |
| Gespeeld    | Winst       | Gelijk      | Verlies     | Voor       | Tegen      | Saldo      | Punten |
| ----------- | ----------- | ----------- | ----------- | ---------- | ---------- | ---------- | ------ |
| 9           | 3           | 3           | 3           | 14         | 9          | +5         | 1.000  |

## Interlands
|                                                      |                                        |       |                        |                                                                                 |
| 27 januari Vriendschappelijk № 25 «onderlinge duels» | Malta                                  | 2 – 1 | Bosnië en Her.         | Ta' Qali Stadium, Ta' Qali Toeschouwers: 1.000 Scheidsrechter: Marco Tura (SMR) |
| 27 januari Vriendschappelijk № 25 «onderlinge duels» | David Carabott 45' Carmel Busuttil 84' |       | 29' Hasan Salihamidžić | Ta' Qali Stadium, Ta' Qali Toeschouwers: 1.000 Scheidsrechter: Marco Tura (SMR) |

|                                                    |                       |       |                |                                                                                         |
| 10 maart Vriendschappelijk № 26 «onderlinge duels» | Hongarije             | 1 – 1 | Bosnië en Her. | Stadion Üllői út, Boedapest Toeschouwers: 7.792 Scheidsrechter: Martin Ingvarsson (SWE) |
| 10 maart Vriendschappelijk № 26 «onderlinge duels» | Bela Illés 66' (pen.) |       | 31' Meho Kodro | Stadion Üllői út, Boedapest Toeschouwers: 7.792 Scheidsrechter: Martin Ingvarsson (SWE) |

|                                                          |                                       |       |          |                                                                                         |
| 5 juni EK-kwalificatie № 27 «onderlinge duels» 20:30 uur | Bosnië en Herz.                       | 2 – 0 | Litouwen | Stadion Koševo, Sarajevo Toeschouwers: 6.100 Scheidsrechter: Arturo Daudén Ibáñez (ESP) |
| 5 juni EK-kwalificatie № 27 «onderlinge duels» 20:30 uur | Meho Kodro 26' (pen.) Elvir Bolić 90' |       |          | Stadion Koševo, Sarajevo Toeschouwers: 6.100 Scheidsrechter: Arturo Daudén Ibáñez (ESP) |

|                                                          |                           |       |                                 |                                                                           |
| 9 juni EK-kwalificatie № 28 «onderlinge duels» 19:00 uur | Faeröer                   | 2 – 2 | Bosnië en Her.                  | Svangaskarð, Toftir Toeschouwers: 4.600 Scheidsrechter: Peter Jones (ENG) |
| 9 juni EK-kwalificatie № 28 «onderlinge duels» 19:00 uur | Uni Arge 38' Uni Arge 49' |       | 14' Elvir Bolić 50' Elvir Bolić | Svangaskarð, Toftir Toeschouwers: 4.600 Scheidsrechter: Peter Jones (ENG) |

|                                                       |               |       |                |                                                                                    |
| 18 augustus Vriendschappelijk № 29 «onderlinge duels» | Liechtenstein | 0 – 0 | Bosnië en Her. | Rheinpark Stadion, Vaduz Toeschouwers: 1.300 Scheidsrechter: Massimo Busacca (SUI) |
| 18 augustus Vriendschappelijk № 29 «onderlinge duels» |               |       |                | Rheinpark Stadion, Vaduz Toeschouwers: 1.300 Scheidsrechter: Massimo Busacca (SUI) |

|                                                               |                 |       |                                   |                                                                                      |
| 4 september EK-kwalificatie № 30 «onderlinge duels» 20:30 uur | Bosnië en Herz. | 1 – 2 | Schotland                         | Stadion Koševo, Sarajevo Toeschouwers: 26.000 Scheidsrechter: Nikolai Levnikov (RUS) |
| 4 september EK-kwalificatie № 30 «onderlinge duels» 20:30 uur | Elvir Bolić 23' |       | 14' Don Hutchison 50' Billy Dodds | Stadion Koševo, Sarajevo Toeschouwers: 26.000 Scheidsrechter: Nikolai Levnikov (RUS) |

|                                                     |                                                            |       |                |                                                                                     |
| 8 september EK-kwalificatie № 31 «onderlinge duels» | Tsjechië                                                   | 3 – 0 | Bosnië en Her. | Na Stínadlech, Teplice Toeschouwers: 10.125 Scheidsrechter: Karl-Erik Nilsson (SWE) |
| 8 september EK-kwalificatie № 31 «onderlinge duels» | Jan Koller 26' Patrik Berger 59' (pen.) Karel Poborský 67' |       |                | Na Stínadlech, Teplice Toeschouwers: 10.125 Scheidsrechter: Karl-Erik Nilsson (SWE) |

|                                                             |                  |       |                |                                                                               |
| 5 oktober EK-kwalificatie № 32 «onderlinge duels» 20:00 uur | Schotland        | 1 – 0 | Bosnië en Her. | Hampden Park, Glasgow Toeschouwers: 30.574 Scheidsrechter: Leif Sundell (SWE) |
| 5 oktober EK-kwalificatie № 32 «onderlinge duels» 20:00 uur | John Collins 26' |       |                | Hampden Park, Glasgow Toeschouwers: 30.574 Scheidsrechter: Leif Sundell (SWE) |

|                                                             |                |       |                                                                     |                                                                                   |
| 9 oktober EK-kwalificatie № 33 «onderlinge duels» 16:00 uur | Estland        | 1 – 4 | Bosnië en Her.                                                      | Kadrioru Stadion, Tallinn Toeschouwers: 1.200 Scheidsrechter: Roelof Luinge (NED) |
| 9 oktober EK-kwalificatie № 33 «onderlinge duels» 16:00 uur | Andres Oper 4' |       | 42' Elvir Baljić 57' Elvir Baljić 67' Elvir Baljić 87' Elvir Baljić | Kadrioru Stadion, Tallinn Toeschouwers: 1.200 Scheidsrechter: Roelof Luinge (NED) |

## FIFA-wereldranglijst
| JAN | FEB | MAR | APR | MEI | JUN | JUL | AUG | SEP | OKT | NOV | DEC |
| --- | --- | --- | --- | --- | --- | --- | --- | --- | --- | --- | --- |
| 97  | 98  | 97  | 97  | 96  | 90  | 90  | 90  | 89  | 76  | 74  | 75  |

## Statistieken
| Mirsad Dedić       | 1968-02-21 | NK Đerzelez           | 5 | 1 | 0 | 25 | 0  |
| Adnan Gušo         | 1975-11-30 | Erzurumspor           | 2 | 0 | 0 | 2  | 0  |
| Nihad Pejković     | 1968-10-23 | Olimpija Ljubljana    | 1 | 0 | 0 | 2  | 0  |
| Verdediging        |            |                       |   |   |   |    |    |
| Mirza Varešanović  | 1972-05-31 | Bursaspor             | 6 | 0 | 0 | 16 | 0  |
| Mirsad Hibić       | 1973-10-11 | Sevilla FC            | 5 | 0 | 0 | 12 | 0  |
| Sead Kapetanović   | 1972-01-21 | Borussia Dortmund     | 4 | 0 | 0 | 13 | 0  |
| Muhamed Konjić     | 1970-05-14 | Coventry City         | 4 | 0 | 0 | 18 | 0  |
| Jasmin Mujdža      | 1974-03-02 | Hajduk Split          | 3 | 0 | 0 | 8  | 0  |
| Faruk Hujdurović   | 1970-05-14 | SV Ried               | 2 | 0 | 0 | 2  | 0  |
| Dalibor Nedić      | 1974-11-10 | FK Rudar Kakanj       | 1 | 0 | 0 | 1  | 0  |
| Munever Rizvić     | 1973-11-04 | FK Budućnost Banovići | 1 | 0 | 0 | 1  | 0  |
| Edis Mulalić       | 1975-10-25 | FK Željezničar        | 0 | 1 | 0 | 1  | 0  |
| Middenveld         |            |                       |   |   |   |    |    |
| Bakir Beširević    | 1965-11-03 | NK Osijek             | 6 | 0 | 0 | 18 | 0  |
| Nermin Šabić       | 1973-12-21 | Dinamo Zagreb         | 5 | 1 | 0 | 19 | 0  |
| Senad Repuh        | 1972-11-18 | FK Sarajevo           | 4 | 2 | 0 | 14 | 1  |
| Faruk Ihtijarević  | 1976-05-01 | Bosna Visoko          | 4 | 1 | 0 | 5  | 0  |
| Edin Mujčin        | 1970-01-14 | Dinamo Zagreb         | 3 | 3 | 0 | 15 | 1  |
| Omer Joldić        | 1977-01-01 | Sloboda Tuzla         | 3 | 2 | 0 | 5  | 0  |
| Edin Smajić        | 1971-08-30 | NK Iskra Bugojno      | 3 | 0 | 0 | 4  | 0  |
| Hasan Salihamidžić | 1977-01-01 | Bayern München        | 2 | 0 | 1 | 15 | 4  |
| Sejad Halilović    | 1969-03-16 | Altay Izmir           | 2 | 0 | 0 | 14 | 0  |
| Admir Hasančić     | 1970-11-29 | HNK Rijeka            | 1 | 0 | 0 | 2  | 0  |
| Alen Avdić         | 1977-04-03 | FK Sarajevo           | 0 | 3 | 0 | 3  | 0  |
| Samir Muratović    | 1976-02-25 | FK Željezničar        | 0 | 3 | 0 | 3  | 0  |
| Enes Demirović     | 1972-06-13 | İstanbulspor          | 0 | 2 | 0 | 11 | 0  |
| Samir Duro         | 1977-10-18 | FK Sarajevo           | 0 | 1 | 0 | 1  | 0  |
| Adnan Osmanhodzić  | 1971-05-24 | Sloboda Tuzla         | 0 | 1 | 0 | 1  | 0  |
| Aanval             |            |                       |   |   |   |    |    |
| Marko Topić        | 1976-01-01 | AC Monza Brianza      | 6 | 1 | 0 | 11 | 1  |
| Elvir Bolić        | 1971-10-10 | Fenerbahçe            | 4 | 2 | 4 | 20 | 10 |
| Meho Kodro         | 1967-01-12 | Deportivo Alavés      | 4 | 0 | 2 | 12 | 3  |
| Sergej Barbarez    | 1971-09-17 | Borussia Dortmund     | 3 | 0 | 0 | 8  | 1  |
| Almir Turković     | 1970-11-03 | NK Osijek             | 2 | 1 | 0 | 10 | 0  |
| Elvir Baljić       | 1974-07-08 | Fenerbahçe            | 2 | 0 | 4 | 15 | 5  |

N/FS BiH · A-internationals · Bondscoaches · Statistieken · Bosnisch vrouwenelftal · Bosnië U23 · Bosnië U21 · Bosnië U19 · Bosnië U18 · Bosnië U17 · Bosnië U16
1995 – 1999 ·
2000 – 2009 ·
2010 – 2019 ·
2020 − 2029
WK 2014
1995 · 
1996 · 
1997 · 
1998 · 
1999 · 
2000 · 
2001 · 
2002 · 
2003 · 
2004 · 
2005 · 
2006 · 
2007 · 
2008 · 
2009 · 
2010 · 
2011 · 
2012 · 
2013 · 
2014 · 
2015 · 
2016 · 
2017 · 
2018 ·
2019 ·
2020 ·
2021 ·
2022 ·
2023 ·
2024
Albanië ·
Algerije ·
Andorra ·
Argentinië ·
Armenië ·
Azerbeidzjan ·
Bahrein ·
Bangladesh ·
België ·
Brazilië · 
Bulgarije ·
Chili ·
China ·
Costa Rica ·
Cyprus ·
Denemarken ·
Duitsland ·
Egypte ·
Engeland ·
Estland ·
Faeröer ·
Finland ·
Frankrijk ·
Georgië ·
Ghana ·
Gibraltar ·
Griekenland ·
Hongarije ·
Ierland · 
IJsland ·
Indonesië ·
Iran ·
Israël ·
Italië ·
Ivoorkust ·
Japan ·
Joegoslavië · 
Jordanië ·
Kazachstan ·
Koeweit ·
Kroatië ·
Letland ·
Liechtenstein ·
Litouwen ·
Luxemburg ·
Maleisië ·
Malta ·
Mexico ·
Moldavië ·
Montenegro ·
Nederland ·
Nigeria ·
Noord-Ierland ·
Noord-Macedonië ·
Noorwegen ·
Oekraïne ·
Oezbekistan ·
Oman ·
Oostenrijk ·
Paraguay ·
Polen ·
Portugal ·
Qatar ·
Roemenië ·
San Marino ·
Schotland ·
Senegal ·
Servië en Montenegro ·
Slovenië ·
Slowakije ·
Spanje ·
Tsjechië ·
Tunesië · 
Turkije ·
Verenigde Staten · 
Vietnam ·
Wales ·
Wit-Rusland ·
Zimbabwe ·
Zuid-Korea ·
Zweden ·
Zwitserland
Argentinië (2014) ·
Iran (2014) ·
Nigeria (2014)